# Gerson Martínez (político)
Gerson Martínez es el seudónimo de Manuel Orlando Quinteros Aguilar (San Juan Nonualco, La Paz, 12 de octubre de 1954), dirigente político y contador público salvadoreño. En su carrera política posterior a los Acuerdos de Paz, ha sido conocido ampliamente por dicho seudónimo. En el período de la guerra civil de El Salvador, también utilizó el seudónimo de "Valentín".

## Biografía
Inició su militancia política en el seno del movimiento de estudiantes de secundaria en el departamento de La Paz. En la década de 1970, pasó a la clandestinidad y se incorporó a la lucha armada en el seno de las  Fuerzas Populares de Liberación (FPL). Formó parte del trabajo de masas de esta organización. Además, fue responsable de la Comisión Nacional de Propaganda (CONAPROP), bajo cuya autoridad se editaban las publicaciones de las FPL, como el órgano informativo denominado "El Rebelde".
Desde 1982, fue miembro de la Comisión Política de las FPL. En tal calidad, participó en el proceso de negociación entre el Gobierno y las cinco organizaciones insurgentes que integraban el Frente Farabundo Martí para la Liberación Nacional (FMLN) entre 1989 y 1992, proceso que concluyó con los Acuerdos de Paz firmados en Chapultepec el 16 de enero de 1992. Entre 1992 y 1994 fue uno de los responsables de la desmovilización de las fuerzas guerrilleras del FMLN y su transformación en un partido político legal. 
En representación del FMLN, fue elegido diputado a la Asamblea Legislativa en 1994, 1997, 2003, 2006 y 2009, así como Concejal de la Ciudad de San Salvador en 2000. El 1 de junio de 2009, el presidente Mauricio Funes lo nombró Ministro de Obras Públicas, Transporte, Vivienda y Desarrollo Urbano. El 1 de junio de 2014 fue confirmado en este cargo por el presidente Salvador Sánchez Cerén. En ambas administraciones fue uno de los funcionarios con mejor evaluación en las encuestas de opinión pública.
El 1 de noviembre de 2017 renunció a sus funciones como Ministro. En diciembre de 2017, se anunció un consenso de la dirección del FMLN para proponerlo como precandidato a la presidencia de la República para las elecciones de 2019.
En marzo de 2018, después de las elecciones legislativas y municipales, hubo un cambio de criterio de la Comisión Política del FMLN, la que decidió no respaldar a ningún precandidato presidencial en el proceso de elección interna. 
Dicho proceso se celebró el 27 de mayo de 2018. Gerson Martínez quedó en segundo lugar y fue superado por el exministro de Relaciones Exteriores, Hugo Martínez.
En las elecciones internas del FMLN, en junio de 2019, fue el candidato más votado al Consejo Nacional.